# Marché Total de Brazzaville
Le marché Total, est un marché ouvert en 1957 à Brazzaville, capital de la république du Congo. Il est rénové le 14 juillet 2015 et est divisé en plusieurs parties : Asia , marché Kolela , marché de Linzolo et celui de Mati. Il est le centre de toutes les lignes de transport en commun de la ville de Brazzaville. Le marché occupe une superficie de 4,494 mètres carrés avec 21 m de hauteur. 

## Histoire

### Inauguration du premier module du marché Total
Le 18 février 2015, le président de la république du Congo, Denis Sassou N’Guesso, inaugure le premier module du marché Total. Lors de cette cérémonie, il a aussi posé la première pierre du second module, marquant ainsi le début effectif des travaux et le transfert des vendeurs vers ce nouvel espace commercial.

### Construction
Dénommé Total A, ce premier module est destiné à la commercialisation de produits alimentaires, c'est le plus grand et le plus moderne de Brazzaville situé au quartier Bacongo,. Il se compose d’un bâtiment de type R+1, offrant une capacité d'accueil de 2 285 places. Les travaux de construction, qui ont débuté en janvier 2012, ont été réalisés par la société Franco Villarechi, pour un coût total de 6 milliards 646 millions 661 mille 900 francs CFA.

## Voir Aussi